# Wurstelprater
|  | Per a altres significats, vegeu «Estadi Prater». |

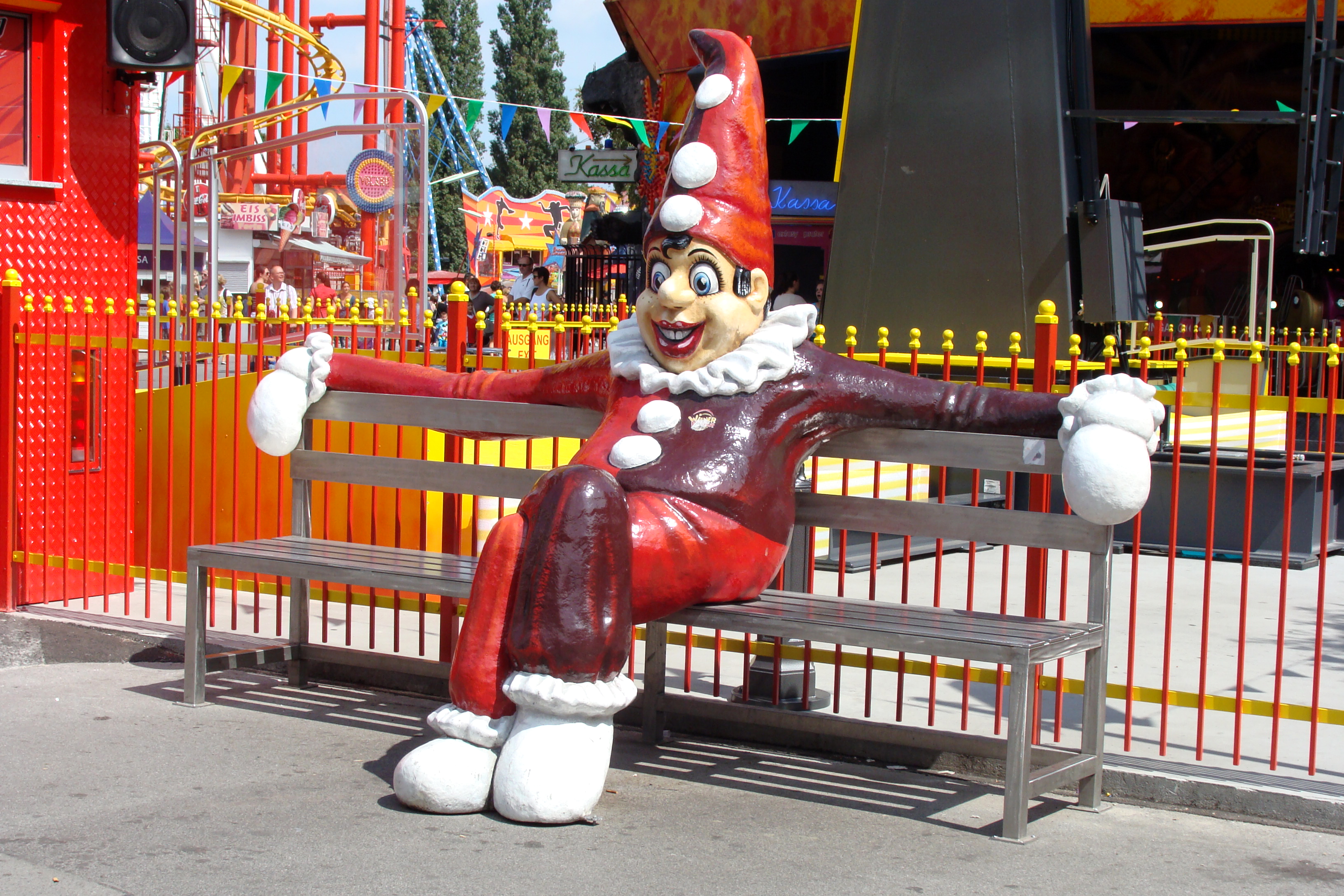
Una escultura de pallasso convidant les visitants d'una de les atraccions

El Wurstelprater és un parc d'atraccions localitzat al Prater de Viena, en el segon districte, Leopoldstadt. La seva atracció més famosa és la roda de fira, coneguda com a Wiener Riesenrad. El parc té també altres atraccions com muntanyes russes, cavallets o autos de xoc.
Aquesta institució es remunta a l'època de l'Imperi Austríac, quan l'emperador Josep II va obrir al públic el "Prater" (que fins aleshores havia servit com a vedat de caça imperial) l'any 1766.
El parc està obert de 10:00 a 1:00 cada dia durant la temporada que va del 15 de març al 31 d'octubre. Algunes atraccions, així com els llocs de menjar i els restaurants, estan oberts durant tot l'any. No hi ha tarifa d'entrada per entrar al parc; en canvi, cada atracció cobra la seva pròpia tarifa, les atraccions són empreses individuals, propietat principalment de famílies locals.